# Елізабет Профет
Елізабет Клер Профет (англ. Elizabeth Clare Prophet; 8 квітня 1939 — 15 жовтня 2009) — американська релігійна діячка, письменниця, засновниця і лідер релігійної організації Церква Вселенська і Тріумфуюча.

## Біографія

### Дитинство і юність
1939 р. (8 квітня) — Елізабет Клер Вульф народилася в сім’ї Ганса і Фріді Вульф, що мешкали в місті Ред-Банк (Нью-Джерсі, США). Її батько був в минулому німецьким морським офіцером, командиром підводного човна, мати – гувернанткою родом зі Швейцарії.

1957 р. — Елізабет закінчує середню школу і йде вчитися до Антіохійського коледжу (Охайо, США) за спеціальності «Політологія і економіка».

1959-1961 рр. — продовжує навчання в Бостонському університеті де отримує диплом бакалавра за спеціальністю «Політологія». Під час навчання проходить стажування як секретар Лео Розенталя, фотографа при ООН. Працює як секретар в газеті Christian Science Monitor.

1960 р. — одружується з Дагом Ітребергом, але невдовзі розлучається.

### Спільна з Марком Профетом діяльність
1961 р. — відвідує публічну лекцію М. Профета, на той час лідера релігійної організації Вершинний Маяк (Summit Lighthouse), і згодом приєднується до його діяльності як учениця.
 
1963 р. — Елізабет одружується з Марком Профетом. Подружжя народжує 4 дітей (Шон, Ерін, Мойра і Тетяна).
1964 р. — Елізабет Клер Профет вперше публічно отримує послання від Вознесених Владик.

1970 р. — разом з М. Профетом здійснюють подорож до Індії, де зустрічаються з Індірою Ґанді, Матір'ю Терезою і Далай-ламою.

1970 р. — Елізабет видає свою першу книгу – «Піднятися на найвищу вершину». Написана в співавторстві з М. Профетом.

1973 р. — помирає її чоловік Марк Профет.

### Керівництво Церквою Вселенською і Тріумфуючою
1973 р. — бере не себе керівництво Вершинним Маяком.

1973 р. — одружується з Рендалом Кінгом, але в 1980 р. подружжя розлучається.

1975 р. — засновує релігійну організацію Церква  Вселенська і Тріумфуюча. Вершинний Маяк продовжує своє існування як її структурний підрозділ.

1977-78 рр. — Елізабет вирушає в річний лекційний тур містами США. Засновує навчальні центри.

1981 р. — одружується з Едвардом Френсісом. У подружжя в 1994 р. народжується син, Сет Френсіс, але 1997 р. вони розлучаються.

1980-ті рр. — діяльність Елізабет Профет стає широко відомою в США. Вона бере учать в загальнонаціональних телепрограмах.

1987 р. — Елізабет оголошує про підвищену небезпеку ядерного удару з боку СРСР і дає своїм послідовникам 24 місяці на підготовку.

1988-89 рр. — її послідовники проводять регулярні молитовні бдіння з метою відвернення війни та паралельно будують низку укриттів, що можуть прийняти близько 700 осіб.

початок 1990-х — ядерного удару не відбувається. Дехто сприймає це як перемогу, але більшість як розчарування. Відбувається суттєвий відтік послідовників. Елізабет бере участь в національних програмах Larry King Live і Nightline, просуваючи образ членів її релігійної організації як законослухняних громадян що мирно працюють задля кращого спільного майбутнього.

1995 р. — починається робота по суттєвій реструктуризації церкви.

1996 р. — Елізабет передає управління Гілберту Клербо (Gilbert Cleirbaut), канадському консультанту з управління.

1997 р. — оголошується що Елізабет Профет страждає на невідомий неврологічний розлад, який через рік діагностується як хвороба Альцгеймера.

2000 р. — Елізабет залишає посаду духовного лідера церкви.

2009 р. (15 жовтня) — Елізабет Клер Профет помирає.

## Вознесена Владичиця Клер
У Вченні Вознесених Владик стверджується, що Елізабет Профет досягла вознесіння і нині є Вознесеною Владичицею Клер. Послання від її імені, датоване червнем 2010 р. (наступним роком після смерті Елізабет), опубліковано через одного з представників вчення, Мікушину Т.М. :

|                             | Було кілька критичних моментів в історії Саміт Лайтхауза, коли мною були зроблені невірні вибори. Карма цих виборів повинна була бути відпрацьована. Цього вимагає Закон. ... ... до кінця свого виконання посади Посланця я зберігала відданість Братерству. І завдяки цьому мені було дозволено як виняток не виходячи із втілення відробити карму в ході дванадцятирічного циклу моєї хвороби. І для вас, хто як і раніше пов'язаний зі мною й відданий мені, це відкрило велику можливість. Тому що тепер з мого вознесеного стану свідомості я зможу більше зробити для ваших душ. Я зможу надати вам більше допомоги й підтримки. |
| — Вознесена Владичиця Клер, | |

Також у Вченні стверджується що серед попередніх втілень Клер на її шляху до вознесіння були деякі що відомі в історії — втілення Мартою з Віфанії, святою Кларою та Анастасією, дочкою російського імператора Миколи II..